# 小節

これらの縦線で区切られた区分が小節。Standard:縦線、Double:複縦線、End:終止線、Repeat:反復記号

小節（しょうせつ）とは、楽譜にあって、楽譜が読みやすいように適当な長さに区切られた区分のそれぞれを言う。通例、小節は数個の音を含む程度の長さとされる。また、その長さは頻繁に変わることなく、前後の小節の時間の長さが互いに同じであるのを通例とする。
音楽が拍子を持つ場合には、通例小節の長さは拍子のひとまとまりに合わせられる。すなわちひとつの小節は強拍で始まり、次の強拍の直前で終わる。従って、n拍子の曲では、1小節にn拍を持つ。
このとき、小節の長さを明確にするために、拍子記号が置かれる。すなわち、それが何拍子であるかという数字を、その拍子が開始する部分に書く。一般には、その拍の大きさを数字で拍子の下に書く。たとえば、1拍が4分音符である3拍子ならば、3の下に4を書く。ただし複合拍子にあっては、1拍の1/3の大きさの音符を下に書き、その数字に合わせた数を拍子の数のかわりに書く。すなわち、拍子の3倍の数字を上に書く。たとえば、1拍が付点4分音符である2拍子ならば、下に（付点4分音符の1/3の長さは8分音符であるから）8を書き、上に6を書く。
この書き方はしばしば、拍子を持たない音楽にあっても準用される。これによって、拍子を持たない音楽でも、小節の長さをあらかじめ数値によって知ることができる。
一般的な五線記譜法にあっては、小節の終わりは小節線とも呼ばれる縦線によって、次の小節と区切られる。この小節線は、複縦線や終止線、反復記号と重なるときには、それらをもって代える。